# Anna van Bosnië
Anna van Bosnië  (Servisch: Ана Немањић, Anna Nemanjić, Света Преподобна Анастасија Српска, Sveta Prepodobna Anastasija Srpska) (1146 - 1200) was de dochter van Boris van Bosnië, de Ban van Bosnië. 
Ze trouwde met Stefan Nemanja, de grootžupan van Raška. Ze liet hem een dochter na, Efimija (*1166), en drie zonen: Rastko (*1169, de latere Heilige Sava), Vukan (*1172) en Stefan (*1176), de latere koning van Servië. 
In 1196, na het overlijden van haar echtgenoot, trad ze toe tot een klooster, waarbij ze de naam Anastasia aannam. Alzo stierf zij. Haar relieken worden bewaard in het klooster van Studenica.
Haar herdenkingsdag is in de Servisch-orthodoxe Kerk 22 juni (5 juli volgens de gregoriaanse kalender).